# Могильовське піхотне училище
Могильовське піхотне училище РСЧА (біл. Магілёўскае пяхотнае вучылішча РСЧА, рос. Могилёвское пехотное училище РККА) — військове училище у Могильові (Білоруська РСР), що діяло в 1939—1943 роках. Готувало кадри для Робітничо-селянської Червоної армії.
Після початку масових чисток (1937—1938) у радянському війську виникла гостра потреба в нових офіцерських кадрах, оскільки перед початком Другої світової війни держава нарощувала військові сили та збільшувала чисельність армії. З метою якнайшвидшого накопичення командних кадрів Наркомат оборони скоротив термін навчання у військових училищах до 2 років, однак існували й серйозні обмеження, наприклад, туди не приймали членів сімей репресованих.
Командно-начальницький склад Могильовського училища затверджено наказом Наркома оборони СРСР від 31 грудня 1939 року. Першим начальником училища став майор Субботін М. Т., а з березня 1940 року — полковник Шадрін М. І.
Напередодні війни в БРСР було 15 військових училищ. Наприклад, поряд з піхотним, в Могильові діяло також стрілецько-кулеметне училище та піхотні курси вдосконалення командного складу.
Після початку німецько-радянської війни училище евакуйовано до міста Вольськ (Саратовська область), а в другій половині 1943 року — розформовано.

## Випускники
Серед осіб, які навчались в училищі:
- Зінуков Михайло Семенович — герой Радянського Союзу за участь у придушенні Угорської революції 1956;
- Костичев Степан Федорович — герой Радянського Союзу;
- Юрпольський Іван Іванович — генерал-лейтенант, доктор військових наук, депутат Верховної Ради Грузинської РСР.